# Tipasa (distrito)
Tipasa é um distrito localizado na província de Tipasa, Argélia. Sua capital é a cidade de mesmo nome. A população total do distrito era de 25 225 habitantes, em 2008.

## Comunas
O distrito consiste em apenas uma única comuna:
- Tipasa